# Imaginary
"Imaginary" je pjesma alternativnog rock sastava Evanescence. Jedna je od tri pjesme koje se osim na albumu Fallen nalaze i na njihovim EP-ovima; ostale dvije su "My Immortal" i "Whisper". Nalazi se na Evanescence EP, Origin, Fallen i Anywhere but Home. "Imaginary" je trebao biti posljednji singl s albuma Fallen no to je na kraju bio "Everybody's Fool". "Imaginary" govori o mašti koja nam pomaže u bijegu od problema i svakodnevice.